# 喜山山鹪莺
喜山山鹪莺（学名：Prinia crinigera）为扇尾鶯科鷦鶯屬下的一个种。

## 特征
喜山山鹪莺体重约13.73克，翼长约51毫米，嘴峰长约12.3毫米，喙宽度约2.2毫米，喙厚度约3.2毫米，跗蹠长约18.6毫米，尾长约75毫米。喜山山鹪莺在其分布区内为留鸟，其栖息在开放的灌木丛中，食性为肉食性，主要食物来源是陆生无脊椎动物。

## 亚种
- ：分布于巴基斯坦西部，喜马拉雅山以南。
- ：分布于巴基斯坦北部（也可能在邻近的阿富汗东北部），东至不丹。
- ：分布于印度东北部（阿萨姆）、缅甸北部和中国南部（云南西部）。
- ：分布于中国南部（云南东南部）。[3]

## 扩展阅读
- 維基物種上的相關：喜山山鹪莺